# Seseli mairei
Seseli mairei är en flockblommig växtart som beskrevs av H.Wolff. Seseli mairei ingår i släktet säfferötter, och familjen flockblommiga växter.

## Underarter
Arten delas in i följande underarter:
- S. m. mairei
- S. m. simplicifolia